# Calima
Calima – miasto w Angoli, w prowincji Huambo.